# Listă de aeroporturi după codul ICAO: L
Mai jos este lista de aeroporturi al căror cod ICAO începe cu litera L.
Această listă este generată cu date din Wikidata și este actualizată periodic de un robot.
 Editările făcute în listă vor fi șterse la următoarea actualizare!
| Imagine | Cod ICAO  | Articol                                                                  |
| ------- | --------- | ------------------------------------------------------------------------ |
|         | LTCR      | Aeroportul Mardin                                                        |
|         | LJMB      | Aeroportul Maribor Edvard Rusjan                                         |
|         | LUBM      | Aeroportul Internațional Mărculești                                      |
|         | LKPD      | Aeroportul Pardubice                                                     |
|         | LWSK      | Aeroportul Skopje                                                        |
|         | LFHP      | Aeroportul Le Puy – Loudes                                               |
|         | LFJR      | Aeroportul Angers – Loire                                                |
|         | LFKB      | Aeroportul Bastia – Poretta                                              |
|         | LFLJ      | Altiportul Courchevel                                                    |
|         | LFRG      | Aeroportul Deauville – Saint-Gatien                                      |
|         | LFRH      | Aeroportul Lorient South Brittany                                        |
|         | LFRS      | Aeroportul Nantes Atlantique                                             |
|         | LIPH      | Aeroportul Treviso                                                       |
|         | LTBO      | Aeroportul Uşak                                                          |
|         | LMML      | Aeroportul Internațional Malta                                           |
|         | LILN      | Aeroportul Varese-Venegono                                               |
|         | LICC      | Aeroportul Catania-Fontanarossa                                          |
|         | LIPT      | Aeroportul Vicenza                                                       |
|         | LTCD      | Aeroportul Erzincan                                                      |
|         | LYNI      | Aeroportul Niš Constantine the Great                                     |
|         | LICA      | Aeroportul Internațional Lamezia Terme                                   |
|         | LJLJ      | Aeroportul Ljubljana Jože Pučnik                                         |
|         | LEST      | Aeroportul Santiago-Rosalía de Castro                                    |
|         | LPPM      | Aeroportul Portimão                                                      |
|         | LEGE      | Aeroportul Girona-Costa Brava                                            |
|         | LEAB      | Aeroportul Albacete                                                      |
|         | LCPH      | Aeroportul Internațional Paphos                                          |
|         | LLJR OJJR | Aeroportul Atarot                                                        |
|         | LIER      | Aeroportul Oristano-Fenosu                                               |
|         | LIMG      | Aeroportul Albenga                                                       |
|         | LIRS      | Aeroportul Grosseto                                                      |
|         | LOWI      | Aeroportul Innsbruck                                                     |
|         | LIBG      | Aeroportul Taranto-Grottaglie                                            |
|         | LPBG      | Aeroportul Bragança                                                      |
|         | LSGN      | Aeroportul Neuchâtel                                                     |
|         | LSMP      | Aeroportul Payerne                                                       |
|         | LFLX      | Aeroportul Châteauroux-Centre "Marcel Dassault"                          |
|         | LFOK      | Aeroportul Châlons Vatry                                                 |
|         | LXGB      | Aeroportul Internațional Gibraltar                                       |
|         | LVGZ      | Aeroportul Internațional Yasser Arafat                                   |
|         | LGAL      | Aeroportul Internațional Alexandroupolis                                 |
|         | LGKC      | Aeroportul "Alexandros Aristotelous Onassis"                             |
|         | LGKS      | Aeroportul Kassos Island Public                                          |
|         | LGMT      | Aeroportul Internațional Mytilene                                        |
|         | LGPZ      | Aeroportul Național Aktion                                               |
|         | LIET      | Aeroportul Tortolì-Arbatax                                               |
|         | LPBJ      | Aeroportul Beja                                                          |
|         | LPCR      | Aeroportul Corvo                                                         |
|         | LPGR      | Aeroportul Graciosa                                                      |
|         | LHSM      | Aeroportul Hévíz–Balaton                                                 |
|         | LKKV      | Aeroportul Karlovy Vary                                                  |
|         | LFRB      | Aeroportul Brest Bretagne                                                |
|         | LFBP      | Aeroportul Pau Pyrénées                                                  |
|         | LFGJ      | Aeroportul Dole–Jura                                                     |
|         | LFMU      | Aeroportul Béziers Cap d'Agde                                            |
|         | LTBY      | Aeroportul Anadolu                                                       |
|         | LTBJ      | Aeroportul Izmir Adnan Menderes                                          |
|         | LTBF      | Aeroportul Balıkesir                                                     |
|         | LHDC      | Aeroportul Internațional Debrecen                                        |
|         | LDSP      | Aeroportul Split                                                         |
|         | LGSM      | Aeroportul Internațional Samos                                           |
|         | LEBL      | Aeroportul Barcelona–El Prat                                             |
|         | LRCL      | Aeroportul Internațional Cluj                                            |
|         | LDRI      | Aeroportul Rijeka                                                        |
|         | LGIR      | Aeroportul Internațional Heraklion                                       |
|         | LIRJ      | Aeroportul Marina di Campo                                               |
|         | LGKR      | Aeroportul Internațional Corfu                                           |
|         | LFOP      | Aeroportul Rouen                                                         |
|         | LDDU      | Aeroportul Dubrovnik                                                     |
|         | LEAS      | Aeroportul Asturias                                                      |
|         | LESA      | Aeroportul Salamanca                                                     |
|         | LIEA      | Aeroportul Alghero Fertilia                                              |
|         | LILA      | Aeroportul Alessandria                                                   |
|         | LIPO      | Aeroportul Brescia                                                       |
|         | LIRA      | Aeroportul Internațional Ciampino–G.B. Pastine                           |
|         | LIBP      | Aeroportul Abruzzo                                                       |
|         | LIMJ      | Aeroportul Genova Cristofor Columb                                       |
|         | LIPD      | Aeroportul Udine-Campoformido                                            |
|         | LIPR      | Aeroportul Internațional Federico Fellini                                |
|         | LKMR      | Aeroportul Marianske Lazne                                               |
|         | LTAW      | Aeroportul Tokat                                                         |
|         | LTBI      | Aeroportul Eskişehir                                                     |
|         | LTCO      | Aeroportul Ağrı Ahmed-i Hani                                             |
|         | LIPY      | Aeroportul Ancona Falconara                                              |
|         | LESU      | Aeroportul La Seu d'Urgell                                               |
|         | LBPD      | Aeroportul Plovdiv                                                       |
|         | LBRS      | Aeroportul Ruse                                                          |
|         | LBSF      | Aeroportul Sofia                                                         |
|         | LBSZ      | Aeroportul Stara Zagora                                                  |
|         | LSGG      | Aeroportul Internațional Geneva                                          |
|         | LTCJ      | Aeroportul Batman                                                        |
|         | LTAP      | Aeroportul Amasya Merzifon                                               |
|         | LFST      | Aeroportul Strasbourg                                                    |
|         | LGSA      | Aeroportul Internațional Chania                                          |
|         | LCNC      | Aeroportul Internațional Nicosia                                         |
|         | LKOL      | Aeroportul Olomouc                                                       |
|         | LKPO      | Aeroportul Přerov                                                        |
|         | LTBE      | Aeroportul Bursa                                                         |
|         | LIDB      | Aeroportul Belluno                                                       |
|         | LIEE      | Aeroportul Cagliari Elmas                                                |
|         | LIMF      | Aeroportul Torino                                                        |
|         | LDLO      | Aeroportul Lošinj                                                        |
|         | LHSK      | Aeroportul Siófok-Kiliti                                                 |
|         | LIMC      | Aeroportul Milano-Malpensa                                               |
|         | LIPM      | Aeroportul Modena                                                        |
|         | LRBC      | Aeroportul Internațional „George Enescu” Bacău                           |
|         | LTCB      | Aeroportul Ordu Giresun                                                  |
|         | LTCL      | Aeroportul Siirt                                                         |
|         | LYSD      | Aeroportul Smederevo                                                     |
|         | LYTV      | Aeroportul Tivat                                                         |
|         | LTAQ      | Aeroportul Samsun                                                        |
|         | LTCH      | Aeroportul Sanliurfa                                                     |
|         | LLET      | Aeroportul Eilat                                                         |
|         | LQMO      | Aeroportul Internațional Mostar                                          |
|         | LTCE      | Aeroportul Erzurum                                                       |
|         | LTCG      | Aeroportul Trabzon                                                       |
|         | LEAM      | Aeroportul Almería                                                       |
|         | LIAP      | Aeroportul L'Aquila Preturo                                              |
|         | LFOH      | Aeroportul Le Havre – Octeville                                          |
|         | LEVX      | Aeroportul Vigo                                                          |
|         | LRTR      | Aeroportul Internațional Timișoara - Traian Vuia                         |
|         | LRBM      | Aeroportul Internațional Maramures                                       |
|         | LRCT      | Baza 71 Aeriană                                                          |
|         | LGKO      | Aeroportul Internațional Kos Island                                      |
|         | LEPA      | Aeroportul Palma de Mallorca                                             |
|         | LTFC      | Aeroportul Isparta Süleyman Demirel                                      |
|         | LWOH      | Aeroportul Ohrid "St. Paul the Apostle"                                  |
|         | LRTZ      | Aeroportul Utilitar Tuzla                                                |
|         | LYBE      | Aeroportul Belgrad Nikola Tesla                                          |
|         | LGTS      | Aeroportul Internațional „Macedonia” Salonic                             |
|         | LDZA      | Aeroportul Zagreb                                                        |
|         | LTCT      | Aeroportul Iğdır                                                         |
|         | LUTR      | Aeroportul Tiraspol                                                      |
|         | LIME      | Aeroportul Internațional Orio al Serio                                   |
|         | LTAU      | Aeroportul Internațional Erkilet                                         |
|         | LYBC      | Aeroportul Bela Crkva                                                    |
|         | LYSM      | Aeroportul Sremska Mitrovica                                             |
|         | LBWN      | Aeroportul Varna                                                         |
|         | LDOS      | Aeroportul Osijek                                                        |
|         | LRAR      | Aeroportul Internațional Arad                                            |
|         | LDSB      | Aeroportul Bol                                                           |
|         | LECO      | Aeroportul A Coruña                                                      |
|         | LFBA      | Aeroportul Agen La Garenne                                               |
|         | LFBU      | Aeroportul Angoulême – Brie – Champniers                                 |
|         | LFLP      | Aeroportul Annecy – Haute-Savoie – Mont Blanc                            |
|         | LFLW      | Aeroportul Aurillac                                                      |
|         | LFMV      | Aeroportul Avignon – Caumont                                             |
|         | LFRK      | Aeroportul Caen – Carpiquet                                              |
|         | LGAT      | Aeroportul Internațional Ellinikon                                       |
|         | LIMW      | Aeroportul Aosta                                                         |
|         | LLBS      | Aeroportul Be'er Sheva                                                   |
|         | LPBR      | Aeroportul Braga                                                         |
|         | LQBK      | Aeroportul Internațional Banja Luka                                      |
|         | LTAF      | Aeroportul Adana Şakirpaşa                                               |
|         | LTAH      | Aeroportul Afyon                                                         |
|         | LTCP      | Aeroportul Adıyaman                                                      |
|         | LTCV      | Aeroportul Şırnak                                                        |
|         | LTDA      | Aeroportul Hatay                                                         |
|         | LPPT      | Aeroportul Lisabona-Humberto Delgado                                     |
|         | LPVR      | Aeroportul Vila Real                                                     |
|         | LAKU      | Aeroportul Internațional Shaikh Zayed                                    |
|         | LBGO      | Aeroportul Gorna Oryahovitsa                                             |
|         | LECH      | Aeroportul Castellón-Costa Azahar                                        |
|         | LEGR      | Aeroportul Federico García Lorca                                         |
|         | LEIB      | Aeroportul Ibiza                                                         |
|         | LERL      | Aeroportul Ciudad Real Central                                           |
|         | LFGA      | Aeroportul Colmar                                                        |
|         | LFKC      | Aeroportul Calvi – Sainte-Catherine                                      |
|         | LFKF      | Aeroportul Figari Sud-Corse                                              |
|         | LFLB      | Aeroportul Chambéry                                                      |
|         | LFLC      | Aeroportul Clermont-Ferrand Auvergne                                     |
|         | LFLS      | Aeroportul Grenoble-Isère                                                |
|         | LFRD      | Aeroportul Dinard–Pleurtuit–Saint-Malo                                   |
|         | LIBF      | Aeroportul Foggia "Gino Lisa"                                            |
|         | LICB      | Aeroportul Comiso                                                        |
|         | LPCH      | Aeroportul Chaves                                                        |
|         | LPCS      | Aerodromul municipal Cascais                                             |
|         | LPFL      | Aeroportul Flores                                                        |
|         | LPHR      | Aeroportul Horta                                                         |
|         | LRCV      | Aeroportul Internațional Craiova                                         |
|         | LRIA      | Aeroportul Internațional Iași                                            |
|         | LTAJ      | Aeroportul Oğuzeli                                                       |
|         | LTAL      | Aeroportul Kastamonu                                                     |
|         | LTAN      | Aeroportul Konya                                                         |
|         | LTAY      | Aeroportul Denizli Çardak                                                |
|         | LTBS      | Aeroportul Dalaman                                                       |
|         | LTCA      | Aeroportul Elazığ                                                        |
|         | LTCI      | Aeroportul Van Ferit Melen                                               |
|         | LTCN      | Aeroportul Kahramanmaraş                                                 |
|         | LTFD      | Aeroportul Balıkesir Koca Seyit                                          |
|         | LTFG      | Aeroportul Antalya Gazipasa-Alanya                                       |
|         | LSGL      | Aeroportul Lausanne                                                      |
|         | LSGS      | Aeroportul Sion                                                          |
|         | LTBD      | Aeroportul Aydın                                                         |
|         | LTBR      | Aeroportul Yenişehir                                                     |
|         | LIMZ      | Aeroportul Internațional Cuneo                                           |
|         | LRSV      | Aeroportul Internațional „Ștefan cel Mare” Suceava                       |
|         | LFTZ      | Aeroportul La Môle – Saint-Tropez                                        |
|         | LEPP      | Aeroportul Pamplona                                                      |
|         | LTCF      | Aeroportul Kars                                                          |
|         | LBBG      | Aeroportul Burgas                                                        |
|         | LFBI      | Aeroportul Poitiers – Biard                                              |
|         | LFBT      | Aeroportul Tarbes-Lourdes-Pyrénées                                       |
|         | LFBX      | Aeroportul Périgueux Bassillac                                           |
|         | LFJL      | Aeroportul Metz-Nancy-Lorraine                                           |
|         | LFMP      | Aeroportul Perpignan–Rivesaltes                                          |
|         | LFQQ      | Aeroportul Lille                                                         |
|         | LFRO      | Aeroportul Lannion – Côte de Granit                                      |
|         | LFTW      | Aeroportul Nîmes-Alès-Camargue-Cévennes                                  |
|         | LGMK      | Aeroportul Național Mykonos                                              |
|         | LIEO      | Aeroportul Olbia Costa Smeralda                                          |
|         | LIMP      | Aeroportul Parma                                                         |
|         | LJPZ      | Aeroportul Portorož                                                      |
|         | LPPD      | Aeroportul Ioan Paul al II-lea                                           |
|         | LPPI      | Aeroportul Pico                                                          |
|         | LPPS      | Aeroportul Porto Santo                                                   |
|         | LTAT      | Aeroportul Malatya Erhaç                                                 |
|         | LTAZ      | Aeroportul Nevşehir Kapadokya                                            |
|         | LTCK      | Aeroportul Muş                                                           |
|         | LZPP      | Aeroportul Piešťany                                                      |
|         | LZTT      | aeroportul Poprad-Tatra                                                  |
|         | LESO      | Aeroportul San Sebastián                                                 |
|         | LETL      | Aeroportul Teruel                                                        |
|         | LEVD      | Aeroportul Valladolid                                                    |
|         | LEXJ      | Aeroportul Santander                                                     |
|         | LFCR      | Aeroportul Rodez-Aveyron                                                 |
|         | LFOT      | Aeroportul Tours Val de Loire                                            |
|         | LFRN      | Aeroportul Rennes – Saint-Jacques                                        |
|         | LFRQ      | Aeroportul Quimper – Cornouaille                                         |
|         | LGSR      | Aeroportul Național Santorini (Thira)                                    |
|         | LICR      | Aeroportul Reggio Calabria                                               |
|         | LIPX      | Aeroportul Verona Villafranca                                            |
|         | LIRI      | Aeroportul Salerno Costa d'Amalfi                                        |
|         | LLIB      | Aeroportul Rosh Pina                                                     |
|         | LPAZ      | Aeroportul Santa Maria                                                   |
|         | LPSI      | Aeroportul Sines                                                         |
|         | LPSJ      | Aeroportul São Jorge                                                     |
|         | LQTZ      | Aeroportul Internațional Tuzla                                           |
|         | LQTZ      | Baza Aeriană Tuzla                                                       |
|         | LTAR      | Aeroportul Sivas                                                         |
|         | LTBU      | Aeroportul Tekirdağ Çorlu                                                |
|         | LTCM      | Aeroportul Sinop                                                         |
|         | LTFH      | Aeroportul Samsun-Çarşamba                                               |
|         | LYVA      | Aeroportul Valjevo                                                       |
|         | LZSL      | Aeroportul Sliač                                                         |
|         | LFBH      | Aeroportul La Rochelle – Île de Ré                                       |
|         | LEZL      | Aeroportul San Pablo                                                     |
|         | LFSB      | Aeroportul Basel-Mulhouse-Freiburg                                       |
|         | LSZH      | Aeroportul Zürich                                                        |
|         | LTCU      | Aeroportul Bingöl                                                        |
|         | LTCW      | Aeroportul Hakkari Yüksekova                                             |
|         | LFMD      | Aeroportul Cannes – Mandelieu                                            |
|         | LERS      | Aeroportul Reus                                                          |
|         | LHUD      | Aeroportul Szeged                                                        |
|         | LFCK      | Aeroportul Castres–Mazamet                                               |
|         | LFLL      | Aeroportul Lyon-Saint Exupéry                                            |
|         | LHMC      | Aeroportul Miskolc                                                       |
|         | LFSD      | Aeroportul Dijon-Bourgogne                                               |
|         | LCRA      | Royal Air Force Station Akrotiri                                         |
|         | LETO      | Aeroportul Madrid-Torrejón                                               |
|         | LIMB      | Aeroportul Bresso                                                        |
|         | LSMU LSZC | Aeroportul Buochs                                                        |
|         | LTBH      | Aeroportul Çanakkale                                                     |
|         | LTCS      | Aeroportul Şanlıurfa GAP                                                 |
|         | LZZI      | Aeroportul Žilina                                                        |
|         | LIPK      | Aeroportul Forlì                                                         |
|         | LLBG      | Aeroportul internațional Ben Gurion                                      |
|         | LUCL      | Aeroportul Ceadâr-Lunga                                                  |
|         | LGLM      | Aeroportul Internațional Lemnos                                          |
|         | LDZD      | Aeroportul Zadar                                                         |
|         | LATI      | Aeroportul Internațional „Maica Tereza” din Tirana                       |
|         | LGKP      | Aeroportul Național Karpathos                                            |
|         | LGKF      | Aeroportul Internațional Cephalonia                                      |
|         | LIRZ      | Aeroportul Internațional Perugia San Francesco d'Assisi – Umbria         |
|         | LEMI      | Aeroportul Internațional Scholes din Galveston                           |
|         | LGNX      | Aeroportul Național Naxos                                                |
|         | LRBS      | Aeroportul Internațional București Băneasa - Aurel Vlaicu                |
|         | LRCK      | Aeroportul Internațional „Mihail Kogălniceanu” Constanța                 |
|         | LRCK      | Baza 57 Aeriană                                                          |
|         | LRCS      | Aeroportul Internațional Caransebeș                                      |
|         | LGKL      | Aeroportul Internațional Kalamata                                        |
|         | LLKS      | Aeroportul Kiryat Shmona                                                 |
|         | LSZR      | Aeroportul St. Gallen-Altenrhein                                         |
|         | LFPO      | Aeroportul Paris-Orly                                                    |
|         | LRSM      | Aeroportul Internațional Satu Mare                                       |
|         | LOWG      | Aeroportul Graz                                                          |
|         | LPLA      | Aeroportul Lajes                                                         |
|         | LHPP      | Aeroportul Internațional Pécs-Pogány                                     |
|         | LGHI      | Aeroportul Național Chios                                                |
|         | LFSL      | Aeroportul Brive – Souillac                                              |
|         | LTBZ      | Aeroportul Zafer                                                         |
|         | LGML      | Aeroportul Național Milos                                                |
|         | LGIO      | Aeroportul Național Ioannina                                             |
|         | LEMD      | Aeroportul Madrid-Barajas                                                |
|         | LELL      | Aeroportul Sabadell                                                      |
|         | LIRF      | Aeroportul Internațional Leonardo da Vinci                               |
|         | LGPL      | Aeroportul Național Astypalaia                                           |
|         | LGIK      | Aeroportul Național Ikaria                                               |
|         | LYPA      | Aeroportul Pančevo                                                       |
|         | LGPA      | Aeroportul Național Paros                                                |
|         | LGPA      | Aeroportul New Paros                                                     |
|         | LIRH      | Aeroportul Frosinone                                                     |
|         | LSZL      | Aeroportul Locarno                                                       |
|         | LTCC      | Aeroportul Diyarbakır                                                    |
|         | LKZA      | Aeroportul Zábřeh Ostrava                                                |
|         | LGBL      | Aeroportul Național Nea Anchialos                                        |
|         | LFRT      | Aeroportul Saint-Brieuc – Armor                                          |
|         | LTFK      | Aeroportul Gökçeada                                                      |
|         | LFBD      | Aeroportul Bordeaux–Mérignac                                             |
|         | LFTH      | Aeroportul Toulon-Hyères                                                 |
|         | LLER      | Aeroportul Ramon                                                         |
|         | LOWW      | Aeroportul Internațional Viena                                           |
|         | LOWS      | Aeroportul Salzburg                                                      |
|         | LKVO      | Aeroportul Vodochody                                                     |
|         | LKKU      | Aeroportul Kunovice                                                      |
|         | LGKY      | Aeroportul Național Kalymnos                                             |
|         | LGKZ      | Aeroportul Național Kozani                                               |
|         | LYKV      | Aeroportul Morava                                                        |
|         | LYZR      | Aeroportul Zrenjanin                                                     |
|         | LGSY      | Aeroportul Național Skyros                                               |
|         | LFLN      | Aeroportul Saint-Yan                                                     |
|         | LKMH      | Aeroportul Mnichovo Hradiste                                             |
|         | LFAT      | Aeroportul Le Touquet – Côte d'Opale                                     |
|         | LYPB      | Aeroportul Progar                                                        |
|         | LUBL      | Aeroportul Internațional Bălți                                           |
|         | LGRP      | Aeroportul Internațional Rhodes                                          |
|         | LTFO      | Aeroportul Rize-Artvin                                                   |
|         | LUCH      | Aeroportul Internațional Cahul                                           |
|         | LROP      | Aeroportul Internațional „Henri Coandă” București                        |
|         | LROP      | Baza 90 Transport Aerian Otopeni „Comandor aviator Gheorghe Bănciulescu” |
|         | LGKA      | Aeroportul Național Kastoria                                             |
|         | LEBA      | Aeroportul Córdoba                                                       |
|         | LIQL      | Aeroportul Lucca-Tassignano                                              |
|         | LBTG      | Aeroportul Targovishte                                                   |
|         | LIPE      | Aeroportul Bologna Guglielmo Marconi                                     |
|         | LROD      | Aeroportul Oradea                                                        |
|         | LGAV      | Aeroportul Internațional Atena                                           |
|         | LFEC      | Aeroportul Ushant                                                        |
|         | LFLU      | Aeroportul Valence-Chabeuil                                              |
|         | LTBV      | Aeroportul Bodrum-Imsik                                                  |
|         | LDPL      | Aeroportul Pula                                                          |
|         | LGKJ      | Aeroportul Kastellorizo                                                  |
|         | LGSK      | Aeroportul Național Skiathos                                             |
|         | LEVC      | Aeroportul Manises                                                       |
|         | LEHC      | Aeroportul Huesca-Pirineos                                               |
|         | LTFM      | Aeroportul Istanbul                                                      |
|         | LFBO      | Aeroportul Toulouse–Blagnac                                              |
|         | LEAL      | Aeroportul Alicante                                                      |
|         | LFPG      | Aeroportul Internațional Charles de Gaulle                               |
|         | LGAG      | Aeroportul Agrinion                                                      |
|         | LUKK      | Aeroportul Internațional Chișinău „Eugen Doga”                           |
|         | LFOZ      | Aeroportul Orléans – Saint-Denis-de-l'Hôtel                              |
|         | LFQG      | Aeroportul Nevers-Fourchambault                                          |
|         | LFRI      | Aeroportul La Roche-sur-Yon - Les Ajoncs                                 |
|         | LFRM      | Aerportul Le Mans-Arnage                                                 |
|         | LFRU      | Aeroportul Morlaix – Ploujean                                            |
|         | LFRV      | Aeroportul Meucon                                                        |
|         | LFRZ      | Aeroportul Saint-Nazaire - Montoir                                       |
|         | LFSG      | Aeroportul Épinal – Mirecourt                                            |
|         | LFSN      | Aeroportul Nancy-Essey                                                   |
|         | LYUZ      | Aeroportul Ponikve                                                       |
|         | LPMA      | Aeroportul Madeira                                                       |
|         | LLHA      | Aeroportul Internațional Haifa                                           |
|         | LRTM      | Aeroportul „Transilvania” Târgu Mureș                                    |
|         | LFMH      | Aeroportul Saint-Étienne – Bouthéon                                      |
|         | LEVT      | Aeroportul Vitoria                                                       |
|         | LSZB      | Aeroportul Bern                                                          |
|         | LFBE      | Aeroportul Bergerac Dordogne Périgord                                    |
|         | LFBZ      | Aeroportul Biarritz – Anglet – Bayonne                                   |
|         | LERJ      | Aeroportul Logroño-Agoncillo                                             |
|         | LIBC      | Aeroportul Crotone                                                       |
|         | LSZG      | Aeroportul Grenchen                                                      |
|         | LEMG      | Aeroportul Málaga                                                        |
|         | LOWK      | Aeroportul Klagenfurt                                                    |
|         | LEBZ      | Aeroportul Badajoz                                                       |
|         | LEBG      | Aeroportul Burgos                                                        |
|         | LOWL      | Aeroportul Linz                                                          |
|         | LIRQ      | Aeroportul Florence, Peretola                                            |
|         | LIRP      | Aeroportul Internațional Pisa                                            |
|         | LRBO      | Școala de Aplicație pentru Forțele Aeriene „Aurel Vlaicu”                |
|         | LKMT      | Aeroportul Leoš Janáček Ostrava                                          |
|         | LIDR      | Aeroportul Ravenna                                                       |
|         | LPPR      | Aeroportul Francisco de Sá Carneiro Porto                                |
|         | LRSB      | Aeroportul Internațional Sibiu                                           |
|         | LFBV      | Aeroportul Brive – Laroche                                               |
|         | LFML      | Aeroportul Marseille Provence                                            |
|         | LEMH      | Aeroportul Menorca                                                       |
|         | LGSP      | Aeroportul Sparti                                                        |
|         | LFBL      | Aeroportul Limoges – Bellegarde                                          |
|         | LGSO      | Aeroportul Național Syros                                                |
|         | LTFE      | Aeroportul Milas-Bodrum                                                  |
|         | LGZA      | Aeroportul Internațional Zakynthos                                       |
|         | LLOV      | Aeroportul Ovda                                                          |
|         | LFMT      | Aeroportul Montpellier – Méditerranée                                    |
|         | LTAS      | Aeroportul Zonguldak                                                     |
|         | LEBB      | Aeroportul Bilbao                                                        |
|         | LFKJ      | Aeroportul Ajaccio Napoleon Bonaparte                                    |
|         | LEJR      | Aeroportul Jerez                                                         |
|         | LICJ      | Aeroportul Internațional Palermo                                         |
|         | LFRC      | Aeroportul Cherbourg – Maupertus                                         |
|         | LGRX      | Aeroportul Araxos                                                        |
|         | LEZG      | Aeroportul Zaragoza                                                      |
|         | LFLY      | Aeroportul Lyon-Bron                                                     |
|         | LGLE      | Aeroportul Național Leros                                                |
|         | LIBR      | Aeroportul Brindisi                                                      |
|         | LCLK      | Aeroportul Internațional Larnaca                                         |
|         | LICT      | Aeroportul Vincenzo Florio                                               |
|         | LRTC      | Aeroportul Internațional „Delta Dunării” Tulcea                          |
|         | LSZA      | Aeroportul Lugano                                                        |
|         | LYSP      | Aeroportul Smederevska Palanka                                           |
|         | LEDA      | Aeroportul Lleida-Alguaire                                               |
|         | LOIH      | Aeroportul Hohenems-Dornbirn                                             |
|         | LIPQ      | Aeroportul Trieste – Friuli Venezia Giulia                               |
|         | LFVP      | Aeroportul Saint-Pierre                                                  |
|         | LIBD      | Aeroportul Bari Karol Wojtyła                                            |
|         | LFVM      | Aeroportul Miquelon                                                      |
|         | LBVD      | Aeroportul Vidin                                                         |
|         | LPVZ      | Aeroportul Viseu                                                         |
|         | LFTU      | Aeroportul Frejus                                                        |
|         | LZKZ      | Aeroportul Internațional Košice                                          |
|         | LFPB      | Aeroportul Paris–Le Bourget                                              |
|         | LQSA      | Aeroportul Internațional Sarajevo                                        |
|         | LKTB      | Aeroportul Brno-Tuřany                                                   |
|         | LGST      | Aeroportul Sitia Public                                                  |
|         | LCEN      | Aeroportul Internațional Ercan                                           |
|         | LYNS      | Aeroportul Novi Sad                                                      |
|         | LFOB      | Aeroportul Paris-Beauvais                                                |
|         | LFMN      | Aeroportul Coasta de Azur Nisa                                           |
|         | LTAI      | Aeroportul Antalya                                                       |
|         | LIML      | Aeroportul Linate                                                        |
|         | LZIB      | Aeroportul M. R. Štefánik                                                |
|         | LHBP      | Aeroportul Budapesta-Ferihegy                                            |
|         | LFAG      | Aeroportul Peronne-St Quentin                                            |
|         | LICD      | Aeroportul Lampedusa                                                     |
|         | LICG      | Aeroportul Pantelleria                                                   |
|         | LTFJ      | Aeroportul Internațional Istanbul Sabiha Gökçen                          |
|         | LFMK      | Aeroportul Carcassonne                                                   |
|         | LPFR      | Aeroportul Faro                                                          |
|         | LGKV      | Aeroportul Internațional Kavala                                          |
|         | LSZS      | Aeroportul Samedan                                                       |
|         | LELC      | Aeroportul Murcia-San Javier                                             |
|         | LKPR      | Aeroportul Prague Václav Havel                                           |
|         | LTAC      | Aeroportul Internațional Esenboğa                                        |
|         | LYPG      | Aeroportul Podgorica                                                     |
|         | LIPZ      | Aeroportul Veneția Marco Polo                                            |
|         | LIRN      | Aeroportul Internațional Napoli                                          |
|         | LTBA      | Aeroportul Internațional Atatürk                                         |
|         | LRBV      | Aeroportul Internațional Brașov-Ghimbav                                  |
|         | LPCO      | Aeroportul Coimbra                                                       |
|         | LELN      | Aeroportul León                                                          |